# Frairia
Frairia (llamada oficialmente Santa María da Frairía) es una parroquia y una aldea española del municipio de Castroverde, en la provincia de Lugo, Galicia.

## Organización territorial
La parroquia está formada por ocho entidades de población, constando cuatro de ellas en el nomenclátor del Instituto Nacional de Estadística español:
- A Frairía
- A Nogueira
- Folgueira
- Nogueira
- O Albardeiro
- O Castro
- Peredo
- Sucastro

## Demografía

### Parroquia
| Gráfica de evolución demográfica de Frairia (parroquia) entre 2000 y 2019 |
|                                                                           |
| Datos según el nomenclátor publicado por el INE.                          |

### Aldea
| Gráfica de evolución demográfica de A Frairía (aldea) entre 2000 y 2019 |
|                                                                         |
| Datos según el nomenclátor publicado por el INE.                        |